# Шосте чуття (фільм)
«Шо́сте чуття́» (англ. «The Sixth Sense») — містичний фільм американського режисера М. Найт Ш'ямалана, що вийшов у прокат 6 серпня 1999 року (в день народження режисера). У 2000 році фільм став популярним серед любителів домашнього відео (бл. 80 мільйонів глядачів). На 1 березня 2024 року фільм займав 146-ту позицію у списку 250 кращих фільмів за версією IMDb.

## Сюжет
У день, коли Малколм Крау, визнаний фахівець з дитячої психології, отримує грамоту за видатні досягнення в галузі педіатрії і заслуги перед Філадельфією, відбувається трагедія. Вінсент Грей, один з його колишніх пацієнтів, в минулому розумний, чуйний і вразливий хлопчик, а тепер дорослий засмиканий псих, прокрадається у квартиру Крау, і, звинувативши доктора у всіх своїх бідах, стріляє в нього на очах у дружини з пістолета, після чого здійснює самогубство.
Надалі глядач стежить за історією Крау: той намагається розібратися в причинах терапевтичної помилки й з головою поринає в роботу, намагаючись знайти у своїх записах ключ до того, що трапилося з Греєм. Його стосунки з коханою дружиною псуються через те, що він мимоволі віддалився від неї.
Наступної осені у Крау з'являється новий пацієнт, восьмирічний хлопчик Коул Сіер, симптоми хвороби якого практично збігаються з анамнезом Грея. Коул здається наляканим аутичним хлопчиком. Крау щосили намагається допомогти йому, відчуваючи, що тільки так може загладити провину за те, що сталося з Греєм. Він не здогадується, що випадок хлопчика має безпосередній стосунок до нього самого.

## У ролях
- Брюс Вілліс — Малкольм Крау
- Гейлі Джоел Осмент — Коул Сіер
- Тоні Коллетт — Лінн Сіер, мати Коула
- Олівія Вільямс — Анна Крау, дружина Малкольма
- Донні Волберг — Вінсент Грей
- Ґленн Фіцджеральд — Шон
- Міша Бартон — Кіра Колінз
- М. Найт Ш'ямалан — доктор Гілл

## Підготовка до зйомок
- Гейлі Джоел Осмент був єдиним з кандидатів на отримання ролі Коула, хто прийшов на кастинг у краватці. Коли Ш'ямалан запитав у хлопчика, чи читав він свою частину сценарію, Хейлі відповів, що напередодні прочитав сценарій три рази. Здивований Найт перепитав: «Ти прочитав свою частину сценарію цілих три рази?», На що хлопчик відповів: «Ні, я тричі прочитав ВЕСЬ сценарій».
- На роль Коула запрошувався Ліам Ейкен.
- Для участі в зйомках фільму Брюсу Уіллісу довелося вчитися писати правою рукою, хоч у житті він і лівша. Це було зроблено для того, щоб глядач не помітив, що на його лівій руці відсутня обручка.
- Для своєї ролі Донні Волберг схуд на 43 фунти.
- За словами самого режисера фільму, ідея фільму прийшла йому в голову, коли він дивився епізод № 3.10 «Історія мертвої дівчинки» (The Tale of the Dream Girl) серіалу «Чи боїшся ти темряви?» (Are You Afraid of the Dark?).

## Зйомки
Багато режисерів знімають кінцівку своїх картин на самому початку роботи над фільмом, однак Ш'ямалан знімав свій трилер в суворій послідовності, тобто завершальна сцена знімалася в кінці знімального процесу. Режисер М. Найт Ш'ямалан виконав одну з ролей у фільмі. Він зіграв доктора, до якого персонаж Тоні Коллет привела Коула після інциденту на дні народження.

## Цікаві факти
- Голос, який можна чути при програванні аудіокасети в ході фільму і який слухає Малкольм, говорить по-іспанськи, а перекласти його можна як: «Господи, я не хочу вмирати, врятуй мене, врятуй мене».
- Відома фраза Коула з фільму «Я бачу померлих людей» (англ. I see dead people) за версією Американського інституту кіно зайняла 44 місце в списку «100 найкращих фраз в історії кіно»[2].
- «Шосте відчуття» має дрібні паралелі з іншим фільмом Вілліса — «Дванадцять мавп». Зокрема, головного чинного персонажа в обох картинах звуть Коул. У «мавпах» персонаж Брюса вимовляє фразу «Всі, кого я бачу, насправді мерці». Приблизно ту ж фразу вимовляє і герой Хейлі Джоеля Осмента в «Шостому почутті». Обидва фільми мають числівник в назві, а дія відбувається в Філадельфії.
- Протягом майже всього фільму, після смерті Малкольма (Брюс Вілліс) він не розмовляє ні з ким крім Коула (Гейлі Джоел Осмент), хоча бере участь у більшості сцен.
- В одній зі сцен фільму «Дванадцять друзів Оушена» (2004), де Брюс Вілліс грає роль самого себе, ведеться тривала комічна суперечка про передбачуваність сюжету цього фільму.[3].

## Нагороди та номінації
«Шосте відчуття» — один з чотирьох фільмів жахів в історії, які номінувалися на «Оскар» за найкращий фільм року. Втім, визначення «Шостого відчуття» як фільму жахів є досить неоднозначним.

### Нагороди
- Каннський кінофестиваль 2003 — Приз за найкращий дизайн DVD
- Премія каналу MTV 2000 — Чоловічий прорив року (Гейлі Джоел Осмент)

### Номінації
Премія «Оскар» 2000 року 
- Найкращий фільм
- Найкраща чоловіча роль другого плану (Гейлі Джоел Осмент)
- Найкраща жіноча роль другого плану (Тоні Коллетт)
- Найкращий режисер (М. Найт Ш'ямалан)
- Найкращий сценарій
- Найкращий монтаж

Премія «Золотий глобус» 2000 року
- Найкраща чоловіча роль другого плану (Гейлі Джоел Осмент)
- Найкращий сценарій

Премія каналу MTV 2000
- Найкращий екранний дует (Брюс Вілліс, Гейлі Джоел Осмент)
- Найкращий фільм
- Найкраща чоловіча роль (Брюс Вілліс)

Премія Британської академії  2000
- Найкращий фільм
- Найкращий оригінальний сценарій
- Найкращий монтаж
- Премія імені Девіда Ліна за досягнення в режисурі (М. Найт Шьямалан)